# Psychonauts
Psychonauts (укр. Психона́вти) — культова відеогра в жанрі платформера, створена студією «Double Fine Productions». Видана компанією «Majesco».
У країнах СНД русифікована та видана компанією «Бука».
Це перша гра студії «Double Fine Productions», заснованої Тімом Шефером, що відоміший своїми адвенчурами у «LucasArts».

## Про гру
У Psychonauts гравець керує персонажем на ім'я Раз (скорочено від Разпутін), таємничим новачком у навчальному таборі для психонавтів — елітних спеціальних агентів, які використовують свої пси-здібності для війни із пси-терористами і читання думок людей. Під час навчання він виявляє, що вожатий Олеандр викрадає кадетів з метою захоплення їх мізків. Раз повинен перешкодити йому створити з їхньою допомогою пси-зброю.

### Короткі відомості
Пригоди відбуваються в літньому таборі «Шепотливий Камінь», де кадети навчаються пси-здібностям, щоб стати агентами-психонавтами. Місце, де стоїть табір, утворилося багато років тому після падіння на землю метеориту, зробленого з пситанію (елемент, що дозволяє вивчити пси-навички або підсилити вже існуючі). У перші роки заселення території на місці падіння метеорита багато з переселенців стали божеволіти. Була збудована божевільня, «число пацієнтів у якій перевищило число жителів міста». Але люди продовжували прибувати, і було вирішено виселити їх, а кратер, де впав метеорит, затопити. Так з'явилося озеро Облонгата. Попри це, психонавти використовують поклади пситанію для навчання юних психонавтів.
Побічний ефект пситанію не обійшов стороною й дику природу. Ведмеді стали нападати здалеку, використовуючи пси-пазурі, а пуми навчилися пірокінезу. Крім того, пацюки на верхніх рівнях старої божевільні стали камікадзе — при першій же зустрічі із чим- або з ким-небудь вони підривають себе. Одна черепаха стала розумною завдяки розміру свого мозку й попросила називати себе «містер Покелоп».